# فرناندو روميو لوكاس غارسيا
الجنرال فرناندو روميو لوكاس غارسيا (بالإسبانية: Fernando Romeo Lucas García)‏ (4 يوليو 1924 - 27 مايو 2006) كان الرئيس الخامس والعشرون لغواتيمالا من 1 يوليو 1978 إلى 23 مارس 1982. وكان قد انتخب ديمقراطيا كمرشح الحزب الديمقراطي المؤسسي (بدعم من الحزب الثوري). انتخابات رئاسته كان الاحتيال يعصف بها ومعظم الفلاحين الفقراء في غواتيمالا كانو يعارضون نظامه القمعي.

## روابط خارجية
- فرناندو روميو لوكاس غارسيا على موقع الموسوعة البريطانية (الإنجليزية)
- فرناندو روميو لوكاس غارسيا على موقع مونزينجر (الألمانية)